# Franz Xaver Winterhalter
Franz Xaver Winterhalter, eredetileg Franz Xaver (Xavier) Winterhalder, (Menzenschwand, Fekete-erdő, Badeni Nagyhercegség, 1805. április 20. – Frankfurt am Main, Német Császárság, 1873. július 8.) német festőművész és litográfus, az akadémista stílus képviselője, több európai uralkodóház és arisztokrata család udvari festője, a 19. század egyik legkeresettebb portréfestője, Hermann Winterhalter festőművész testvérbátyja és művésztársa.

## Élete

### Származása

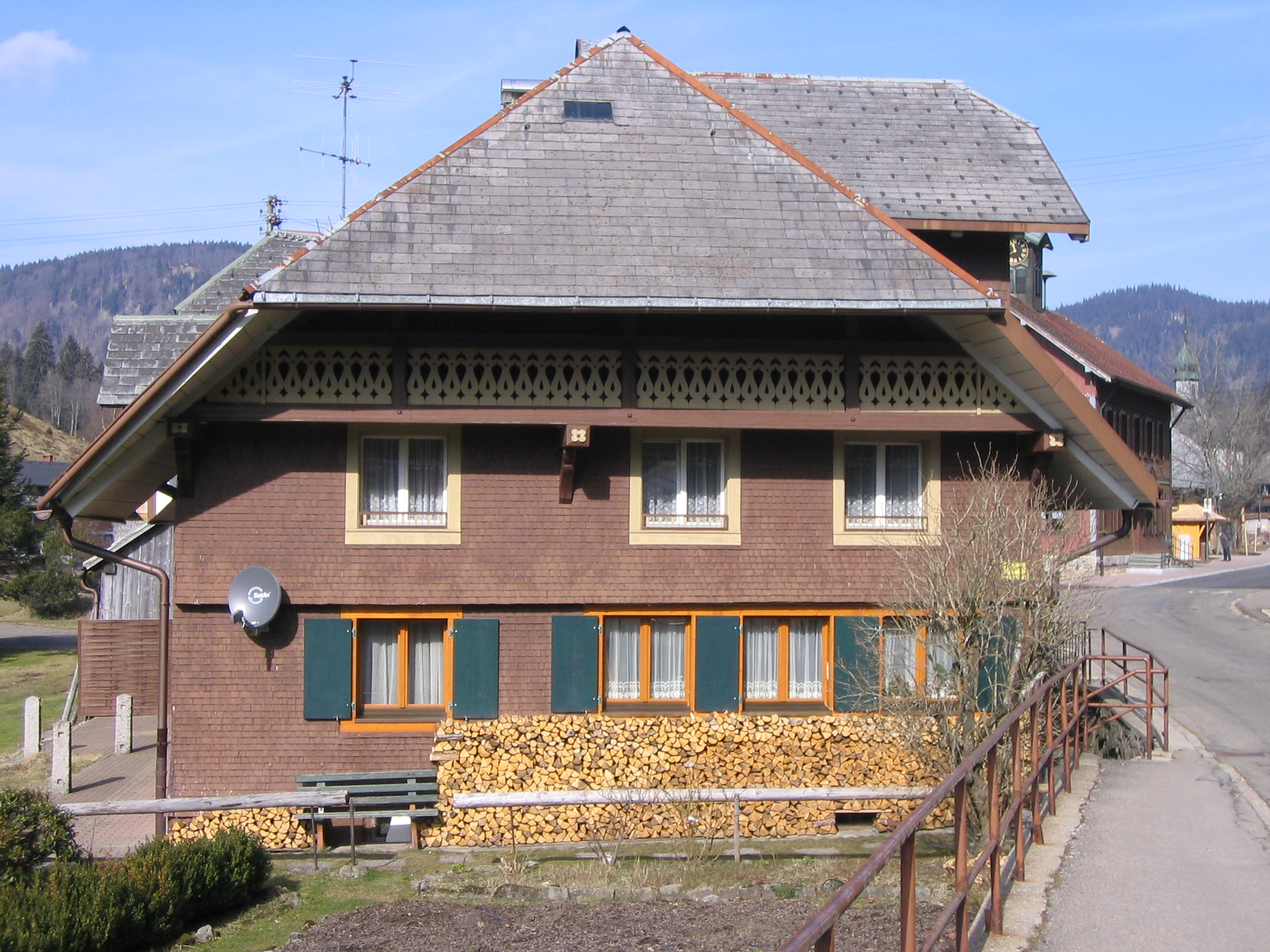
A Winterhalder fivérek szülőháza Menzenschwand községben

A fekete-erdei Menzenschwand faluban született, amely ma St. Blasien város része. Édesapja Fidelis Winterhalder (1773–1863), sokféle mesterséggel kereste kenyerét, dolgozott földművesként, bognárként és gyantaszedőként. Vándorkereskedőként, ún. „óraszállítóként”, a fekete-erdei kézműves üveg- és óragyártók eladásra szánt termékeit szállította a hátán Erdélybe. Édesanyja Eva Mayer (1765–1838) volt, 1790 óta Fidelis Winterhalder felesége.
Anyjának rokonai közül több tehetséges képzőművész és irodalmár került ki, így a bernaui Hans Thoma, a waldshuti Ludwig Mayer, a bernaui Franz Winkler festők, szobrászok, a kenzingeni Franz Sales Mayer és a freiburgi Otto Ernst Sutter írók. Amikor Justina nevű leányuknak (1793–1867) férje, Hieronimus Maier fogadós 1838-ban elhunyt, Fidelis Winterhalter állt be veje fogadóját működtetni.
Franz Xaver 1805-ben született hetedik gyermekként kilenc testvér közül, de csak négyen érték meg a felnőttkort. (Eredetileg 1802-ben született bátyját keresztelték Franz Xavernak, de ő 1804-ben meghalt, és a következő évben született fiúgyermeknek ugyanezt a nevet adták.)
Családnevét kezdetben apjáéhoz hasonlóan d-vel írta. Még 1825-ben is így szignálta festményeit. Öccse, Hermann (1808–1891) később maga is jónevű portréfestő lett.

### Tanulmányai

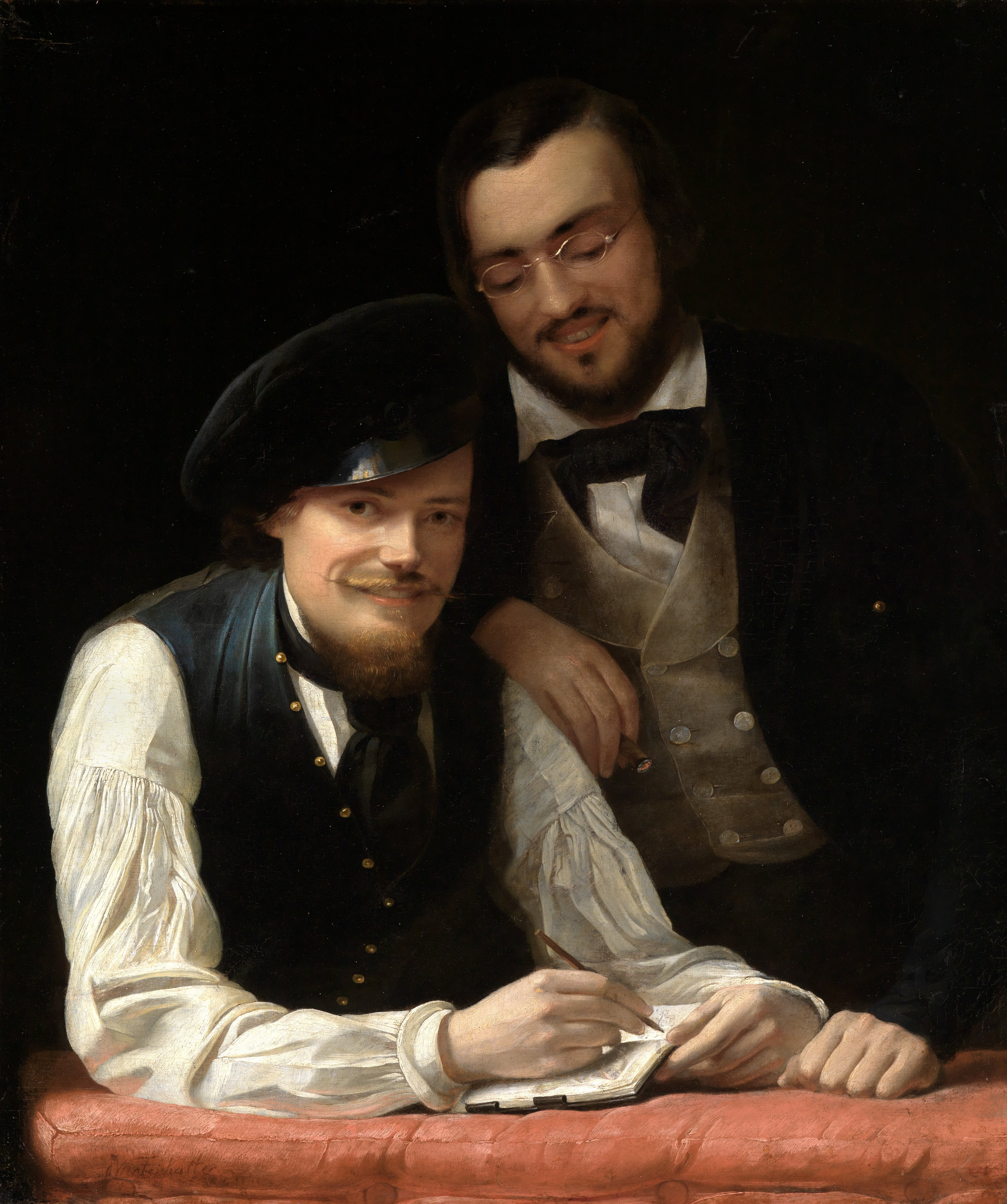
Önarcképe, 1840. (Balra önmaga, jobbra öccse, Hermann)

A St. Blasien-i falusi iskolába járt. Rajztehetségét Josef Berthold Liber plébános (1781–1854), a szekularizált St. Blasien-kolostor szerzetese fedezte fel. 1818-ban apja igen nagy anyagi áldozatok árán befizette a 13 éves fiút egy négyéves kiképzésre Charles Louis Schuler (1785–1852) francia rajzolóhoz és rézmetszőhöz. A tandíj és a költségek előteremtéséhez az apa elzálogosította a család menzenschwandi házát.
A napóleoni háborúk végén a könyv- és folyóirat-kiadásnak szüksége volt rajzolókra, litográfusokra, fa- és rézmetszőkre. Bartholomä Herder, a freiburgi Herder könyvkiadó alapítója és tulajdonosa 1815-ben megalapította „művészeti intézetét” (Herdersches Kunstinstitut), ahol tizenéves fiúkat kitanították a festés, rajzolás és illusztrálás technikáira, kosztot és kvártélyt biztosítottak nekik, és szakmát adtak a kezükbe. 1819-ben Charles Louis Schulert nevezték ki az intézet vezetőjévé, aki magával vitte Freiburgba tanítványát, Franz Xaver Winterhalter is. (Később öccse, Hermann is ebben az intézetben tanult rajzolni).
David von Eichthalnak, St. Blasien legnagyobb iparvállalkozójának közbenjárására I. Lajos badeni nagyherceg ösztöndíjat adományozott a fiúnak, aki így elvégezhette a müncheni Királyi Képzőművészeti Akadémiát. Tanulmányai mellett Winterhalter dolgozott Joseph Karl Stieler portréfestő műhelyében, és még litográfiai munkákat is vállalt. Tanulmányainak befejezése után, 1828-ban Karlsruhéba ment, ahol Schleswig-Holstein-Gottorfi Zsófia Vilma badeni nagyhercegné rajztanárának alkalmazták, és portrékat készíthetett a badeni nagyhercegi család tagjairól.

### Itáliában

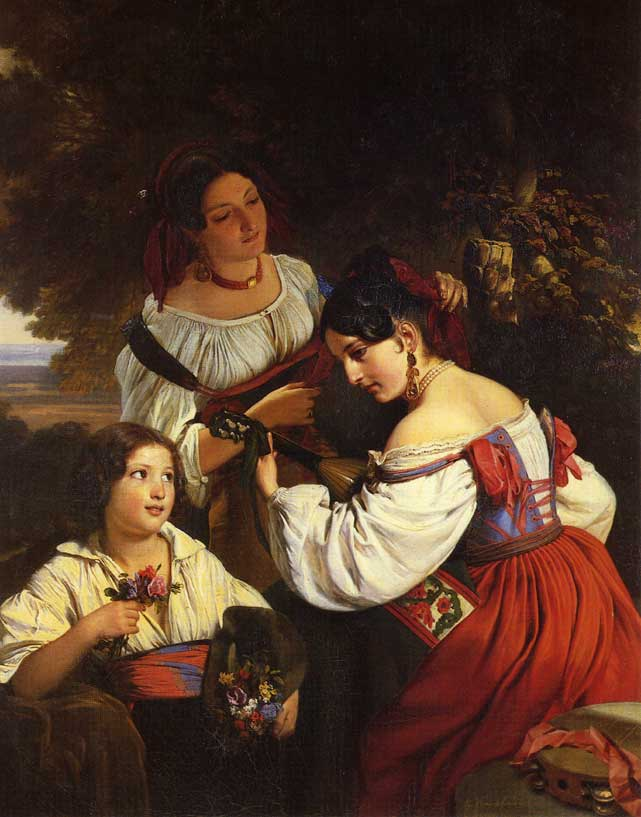
Róma környéki életkép (1833)

1833–1834 között beutazta Itáliát. Zürichen keresztül Milánóba, majd Velencébe, Rómába, Firenzébe és Nápolyba látogatott. Füzeteibe másolta a régi nagy mesterek képeit, közben próbálgatta saját stílusát. 1833 közepén Rómában rendezkedett be, itt Johann Baptist Kirnerrel dolgozott együtt, közösen bérelt festőműteremben. Itt kezdett el portrékat készíteni. Arcképeket festett itt élő diplomatákról és családtagjaikról, valamint művész kollégáiról: szobrászokról, festőkről, a Rómában lakó német műépítészekről. 
Ekkor festette első romantikus itáliai zsánerképeit, melyek stílusán érezhető a nazarénus mozgalom hatása. Rómában megismerkedett a francia festők társaságával is, hatott rá az ekkor divatos svájci zsánerképfestő, Louis Léopold Robert (1794–1835) stílusa. Az 1833-ban itt készült festményét, a Róma környéki életképet jelenleg Karlsruhéban őrzik.

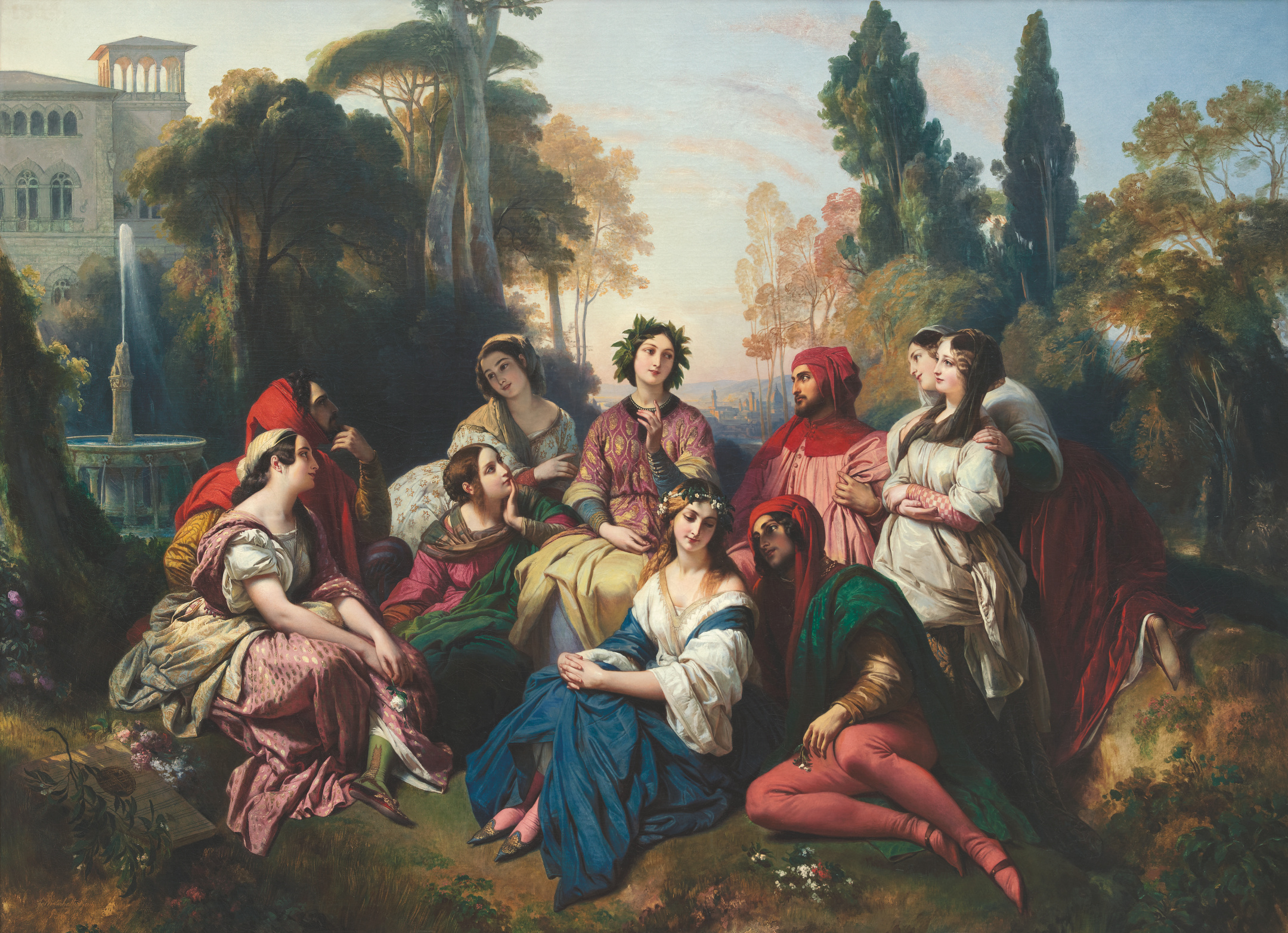
Decamerone (1837)

Tanulmányútja után Karlsruhéba hazatérve 1834.  augusztus 20-án Lipót badeni nagyherceg udvari festőjévé nevezte ki. Harmarosan azonban elhagyta a nagyhercegi udvart, Párizsba költözött. Itáliai életképei nagy feltűnést keltettek a Salon de Paris 1836-os és 1837-es kiállításain. A nagy áttörést Dekameron (Decamerone) című festménye hozta meg, amely az 1837-es Salon első díját nyerte el.

### Uralkodók portréfestője
Lajos Fülöp francia király udvari festőjévé nevezte ki. A király kegyét élvezve Winterhalter hamarosan Franciaország legkeresettebb arcképfestőjévé emelkedett. Udvari festőként portréin megörökítette a francia királyi család valamennyi tagját, és az udvar jelentős személyiségeit. E képek sikere nyomán széles körű ismertséghez jutott, az arisztokratikus portrék igazi szakembereként tekintettek rá. Sorra kapta a megbízásokat az európai uralkodóházaktól és főnemesi családoktól. 1841-ben az ifjú Viktória királynő meghívta a brit királyi udvarba.
1852-ben II. Izabella spanyol királynő meghívására Madridba utazott, majd III. Napóleon francia császár koronázására visszatért Párizsba. Megbízásokat teljesített a belga királyi udvar, az orosz cári udvar és az osztrák császári udvar számára is számára is. Erzsébet császárné-királynéról 1864–65-ben készült hivatalos gálaportréi Winterhalter legismertebb festményei közé tartoznak. Magas színvonalú, minden részletében kidolgozott portréi mellett csoportképeket is festett, szabadabban komponált, lazább festői stílusban.
- Lajos Fülöp francia király (1840 k.)
- Viktória brit királynő (1847)
- Erzsébet császárné (1865)

### Halála

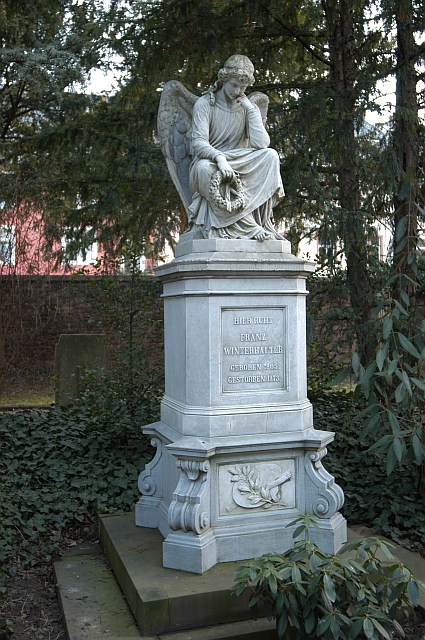
Sírja Frankfurt am Mainban

A porosz–francia háború és a Francia Császárság bukása után a fivérek úgy döntöttek, nyugalomba vonulnak, s Karlsruhéba költöztek. Franz Xaver Winterhalter 1873-ban, egy Frankfurt am Main-i tartózkodása idején, tífuszban hunyt el. A város központi temetőjében (Hauptfriedhof) temették el. Síremlékét Oskar Sommer műépítész tervezte, az antik köntösben gyászoló angyal márványszobrot Gustav Kaupert szobrász készítette.

## Stílusa
Winterhaltert már kortársai elnevezték a „fejedelmek festőjének”. Szinte folyamatosan kapta a megbízásokat csaknem összes európai uralkodói udvartól és az európai főnemesi családoktól. Festményeinek modellt álltak császárok, császárnék, királyok, királynék, hercegek és hercegnék, hadvezérek és udvarhölgyek.

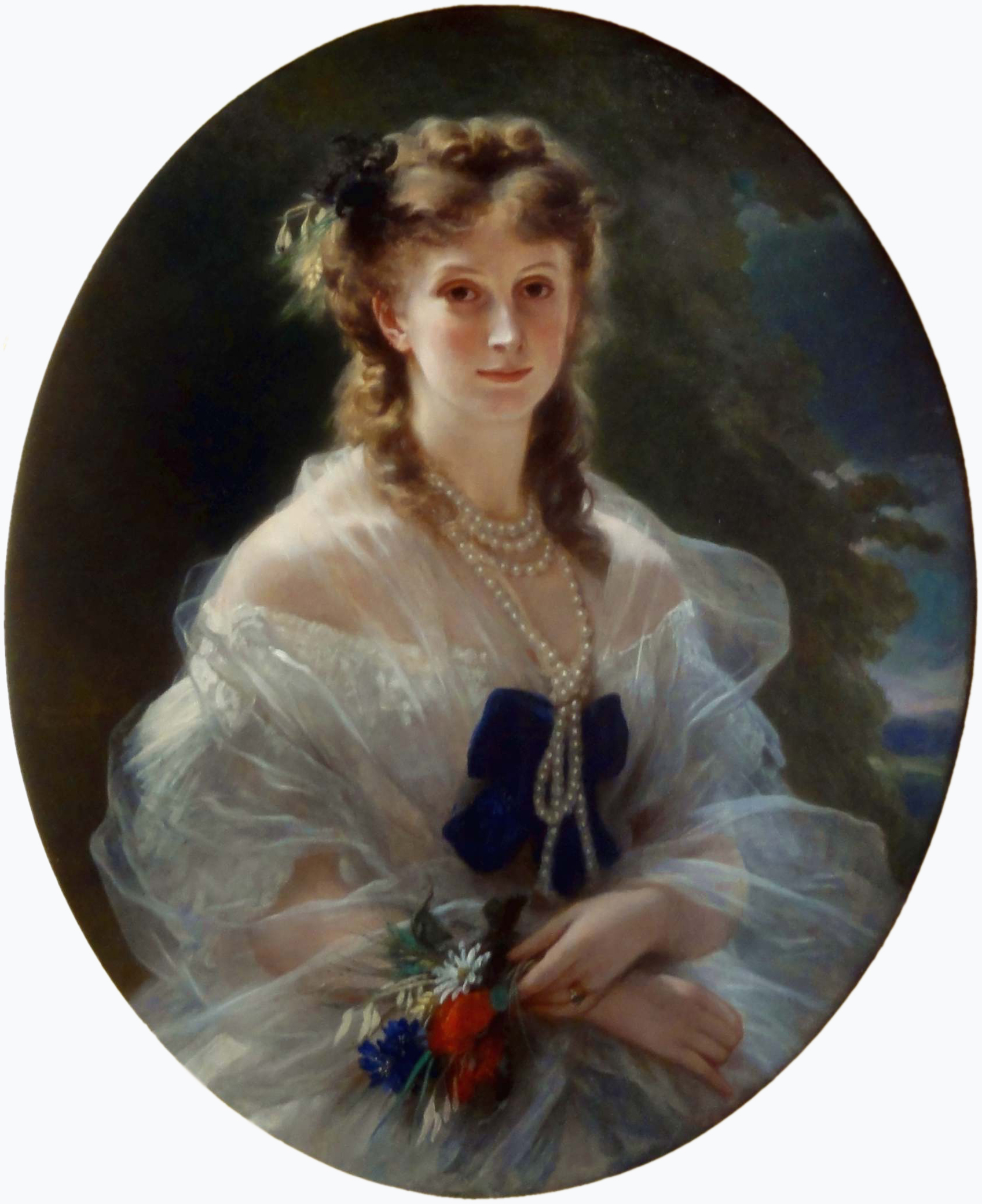
Szofja Trubeckaja hercegnő portréja, 1863 (Compiègne, a Második Császárság Múzeuma)

Winterhalter portréit finoman kimunkált, aprólékos intimitásukért szerették. Tehetsége, jó emberismerete és mesterségbeli tudása révén pontosan úgy tudta ábrázolni modelljeit, ahogy ők maguk látni és láttatni akarták magukat. Ez volt átütő sikerének kulcsa: az ábrázolt arc hasonlatosságát megőrizte, egészen enyhén és finoman megszépítve. A hivatalos udvari portéktól elvárt eleganciát és a hatalom büszke kisugárzását az arcot körülvevő kellékekkel biztosította. Képein a kor legelegánsabb, legdivatosabb ruháit, kelméit, ékszereit mutatta meg. Jó érzékkel felismerte az adott uralkodói környezet társasági és politikai miliőjének sajátos hangulatát, és festői stílusát ehhez igazította. Hivatalos udvari portréit tudatosan úgy komponálta, ahogy az ábrázolt uralkodó önmagát saját környezete és alattvalói felé mutatni kívánta, hogy a képre tekintőkben tiszteletet és csodálatot ébresszen. (Mai kifejezéssel „javítsa a PR-ját”). A kereslet annyira megnőtt, hogy Winterhalter egy-egy arcképet egyszerre több változatban is elkészített, több vevő számára, ehhez nagy festőműhelyt működtetett, ahol számos festősegédet foglalkoztatott. A festőműhelyben készülő festmény-változatok mellett Winterhalter munkáit szélesebb közönség számára hozzáférhető litográfiák formájában is sokszorosították.
Uralkodókról készült reprezentatív portréit gyakran több példányban rendelték meg, hogy kifüggeszthessék minisztériumokban és állami főhivatalokban. Ilyenkor a hivatalos arckép jó minőségű másolatait kellett elkészíteni. Pl. III. Napóleon császár hivatalos arcképéről hat „eredeti másolat” készült. Az ilyeneket vagy maga Franz Xaver Winterhalter festette, vagy átadta a munkát öccsének, Hermann-nak. A két fivér ecsetkezelési technikája annyira hasonló volt, hogy még a modern szakértők sem tudják minden esetben megállapítani, melyik másolatot melyik fivér készítette. A művek mélyebb vizsgálata során megállapítható, hogy az arcvonások gyakran kifinomultabban, részletgazdagabban vannak megfestve, mint a test többi része és a háttér. Ilyenkor biztosra vehető, hogy maga a mester csak a fejet és az arcot festette, a többi rész kidolgozását a műhelyében dolgozó segédeire és tanulóira hagyta. (Ezt a gyakorlatot több más nagy európai festő is űzte). Winterhalter műhelyében több későbbi tehetséges arcképfestő dolgozott, köztük Albert Graefle (1809–1898) is.

## Értékelése
A festő elhunytakor, 1873-ban Viktória brit királynő, akinek gyűjteménye már száznál több Winterhalter-képet számlált, így írt Berlinbe leányának, Viktória hercegnőnek, a német trónörökös feleségének, a későbbi császárnénak: „Halála szörnyű, helyrehozhatatlan veszteség, (…) mesterművei azonban későbbi korokban Anthonis van Dyck műveivel fognak versenyezni.”
Mai művészettörténészek árnyaltabban értékelik munkásságát, de nem vitatják, hogy Winterhalter igen magas művészi színvonalon ábrázolta a 19. század közepén élt uralkodó osztály tagjainak személyét, öltözködését, gesztusait. Portréi hűen tükrözik e társadalmi csoportot. Festményeit rendkívül kifinomult, aprólékosan pontos, magas színvonalú kézműves szaktudás jellemzi. Nem befolyásolták őt a Franciaország felől feltörekvő új festészeti irányzatok, mint a barbizoni iskola vagy a születő impresszionizmus. A későbbi képzőművész generációkra nem gyakorolt van Dyck-hoz hasonló elementáris hatást.
Winterhalter olajfestményei manapság (2018-as árveréseken) 150 000–200 000 angol font nagyságrendű árakon keltek el.

## Emlékezete

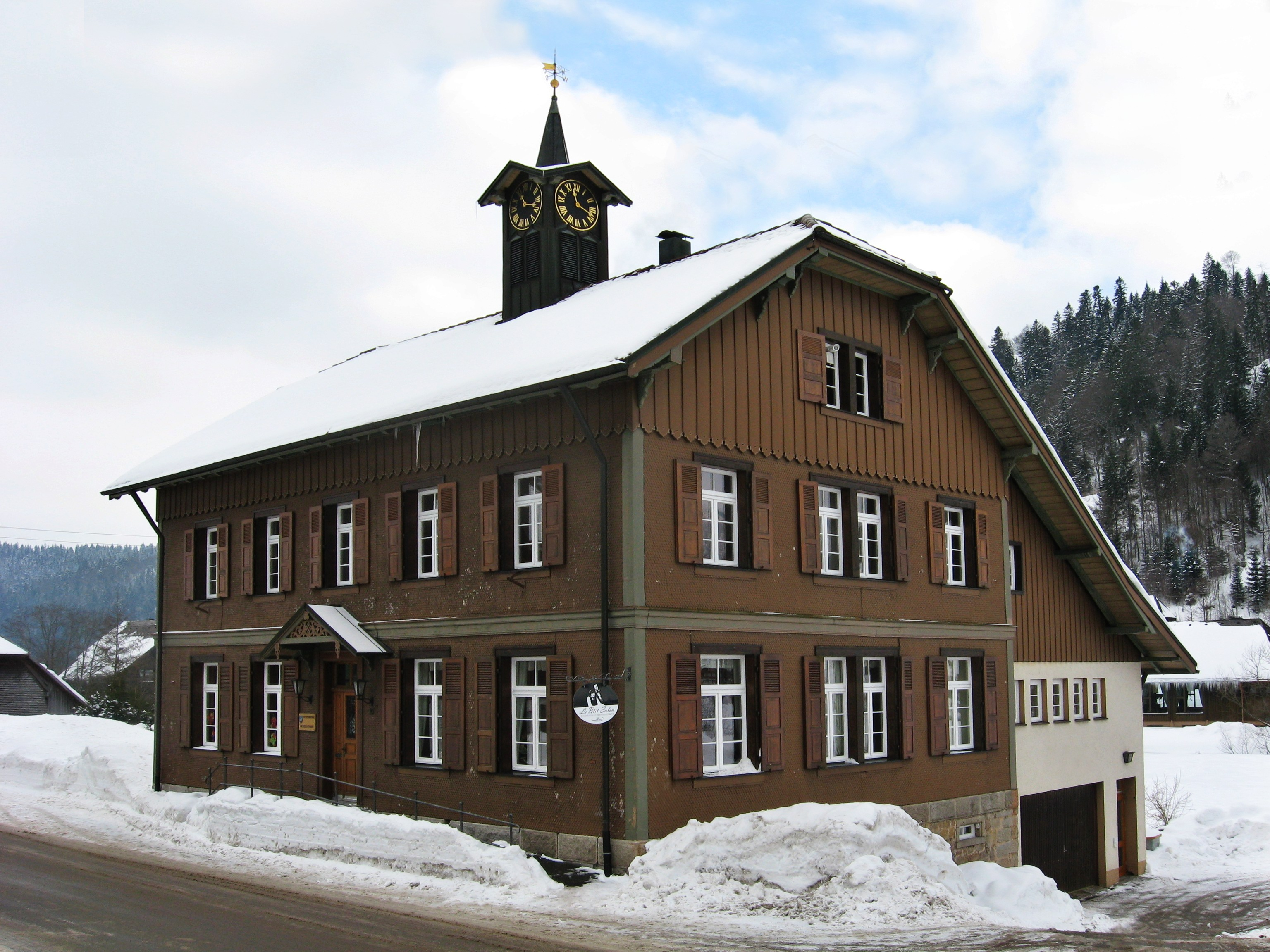
„Le Petit Salon” emlékmúzeum, Winterhalter szülőháza mellett

2008-ban szülőfalujában, Menzenschwandban egyesületet alapítottak, és szülőházának közelében Le Petit Salon név alatt kis emlékmúzeumot létesítettek.
2016-ban Freiburgban nagy érdeklődést kiváltó gyűjteményes kiállítást rendeztek Winterhalter műveiből, „Festő Őfelsége szolgálatában” („Maler im Auftrag ihrer Majestät”).

## Dokumentumfilm
- Der Maler Franz Xaver Winterhalter, német-francia-brit televíziós dokumentumtévéfilm (Medea Film Factory, Radio Bremen, Arte TV, 2015).[13]